# Ribera de Fillols
La Ribera de Fillols és un riu de la comarca del Conflent, a la Catalunya del Nord, que neix en el terme de Fillols, travessa totalment de sud-est a nord-oest, i discorre després pel de Cornellà de Conflent on s'aboca en el Cadí, el qual és afluent de la Tet.

## Terme de Fillols
El riu es forma per la unió de la Canal de la Jaceta, la Canal de l'Orri i la Canal del Rec d'Onze Hores al sud-est del terme de Fillols, en plena Muntanya de Fillols, al nord-oest de la Jaça del Roc i també al nord-oest del Pic de la Castella i del Pic Jofre, que són els punts més elevats del terme. Sempre cap al nord-oest, rep per l'esquerra la Canal del Roc Blanc i després el Còrrec del Roc Castellar. En aquest tram, la Ribera de Fillols rep els afluents més llargs per l'esquerra, costat en què és més suau el pendís de la muntanya; per la dreta, el pendís de la muntanya és més costerut i abrupte. Precisament a la dreta deixa, una mica enlairats, els cortals de l'Anglada i d'en Vergers. Quan arriba a prop del Cortal de l'Artillur, abans Castanys, la ribera fa un ample revolt i encara els Prats d'Amunt, ara en direcció oest, sempre amb el traçat ple de retombs, on rep per l'esquerra el Còrrec de l'Estenedor de la Beneta. Tot seguit troba els Molins de l'Anglada i, al cap de poc, el poble de Fillols, que deixa a la dreta.
Passat el poble, rep per l'esquerra el Còrrec de Castelló, força llarg i que discorre tot ell de forma paral·lela a la Ribera de Fillols,i després el Còrrec de Vallcirera, que hi aporta també la Canaleta i el Còrrec de la Costa. Just abans de sortir del terme, rep encara, també per l'esquerra, el Còrrec de la Sorra.

## Terme de Cornellà de Conflent
La Lliterà entra en el terme de Cornellà de Conflent pel sud-est del terme, prop del Mas dels Alabaus, rep el Còrrec de Morcarà per la dreta, després el Còrrec de les Cases per l'esquerra, i arriba a l'alçada del poble de Cornellà de Conflent, que deixa a l'esquerra. Allí mateix rep per la dreta el Còrrec de Salloberes, amb el del Bosc del Prior, i al cap de poc, al nord del Mas d'en Pous, s'aboca en el Riu Major, formant amb aquesta unió el Cadí.